# Atalo III

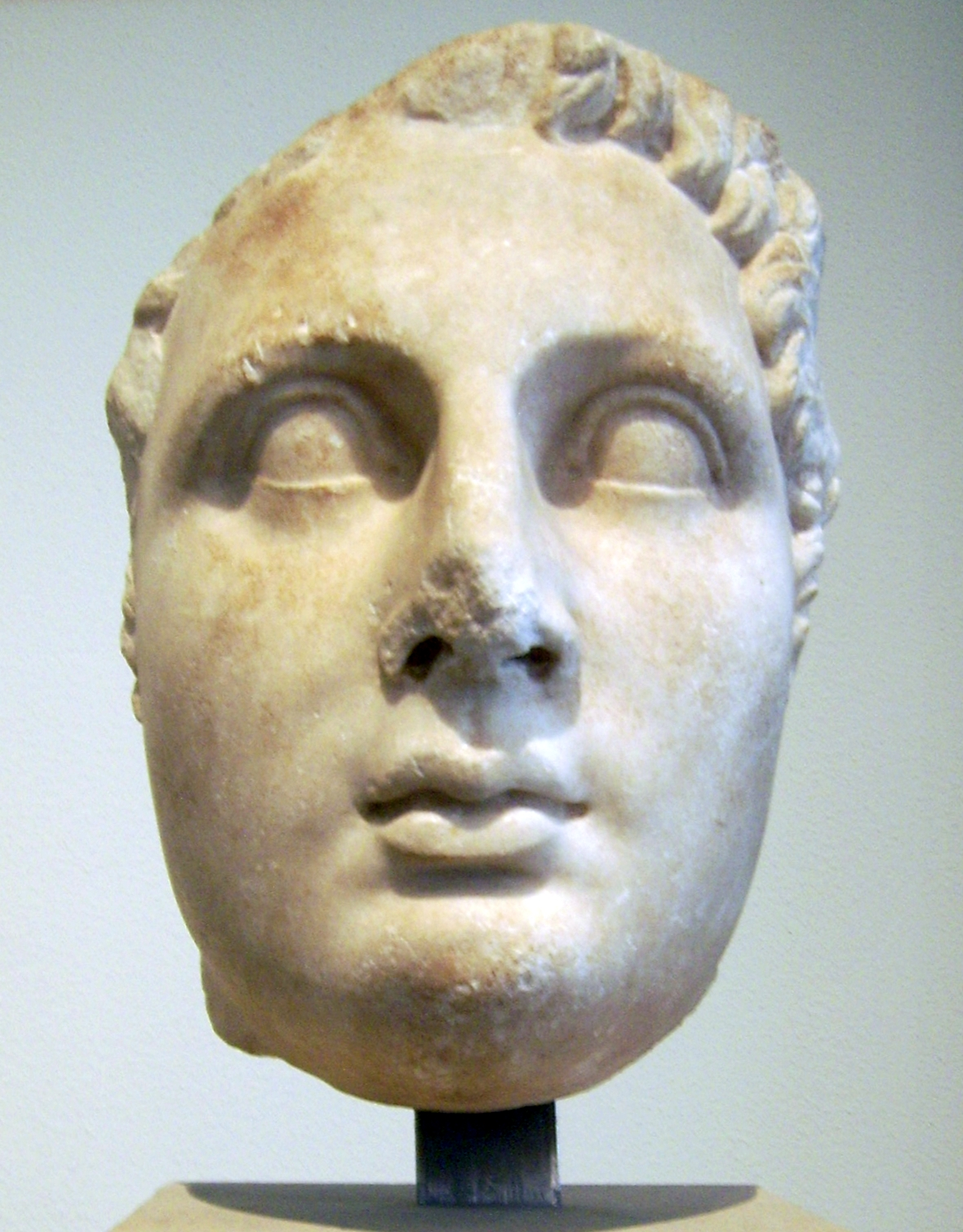
Fragmento de retrato de Atalo III o Atalo II ¿?.

Atalo III (en griego: Ἄτταλος Γ΄, Philometor Euergetes) fue el último rey atálida de Pérgamo, y reinó del 138 a. C. al 133 a. C.
Sucedió a Atalo II, como hijo de Eumenes II y sobrino de Atalo II. Atalo III tuvo poco interés en el gobierno de Pérgamo, y dedicó su tiempo al estudio de la medicina, la botánica y la jardinería, así como a otros temas. No tuvo hijos ni herederos propios, y en su testamento legó su reino a la República romana, aunque las razones no estén claras. Tiberio Sempronio Graco pidió que el tesoro de Pérgamo fuese distribuido públicamente a todos los romanos, pero el Senado rechazó tal propuesta, y poco después Tiberio fue asesinado junto con 300 hombres que lo apoyaban.
No todos aceptaron en Pérgamo el dominio romano. Aristónico, que declaró ser hermano de Atalo III e hijo de Eumenes II, anteriormente rey, organizó una revuelta entre las clases bajas. La revuelta fue sofocada en el 129 a. C. y el reino de Pérgamo se repartió entre Roma, el Reino del Ponto y Capadocia.